# 375mm protiponorkový raketomet Bofors

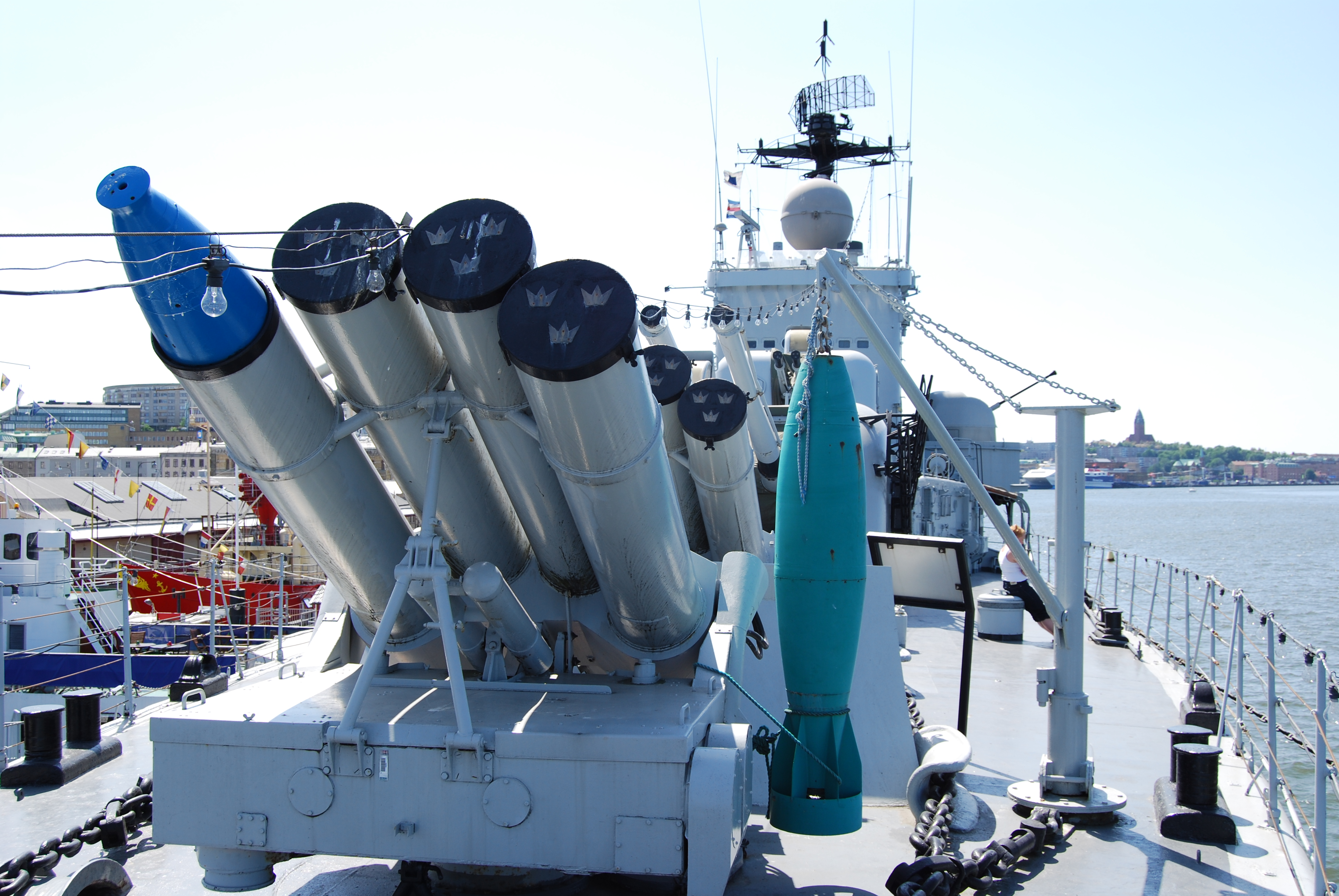
Dva čtyřhlavňové 375mm protiponorkové raketomety Bofors instalované na palubě torpédoborce Småland patřícího ke třídě Halland

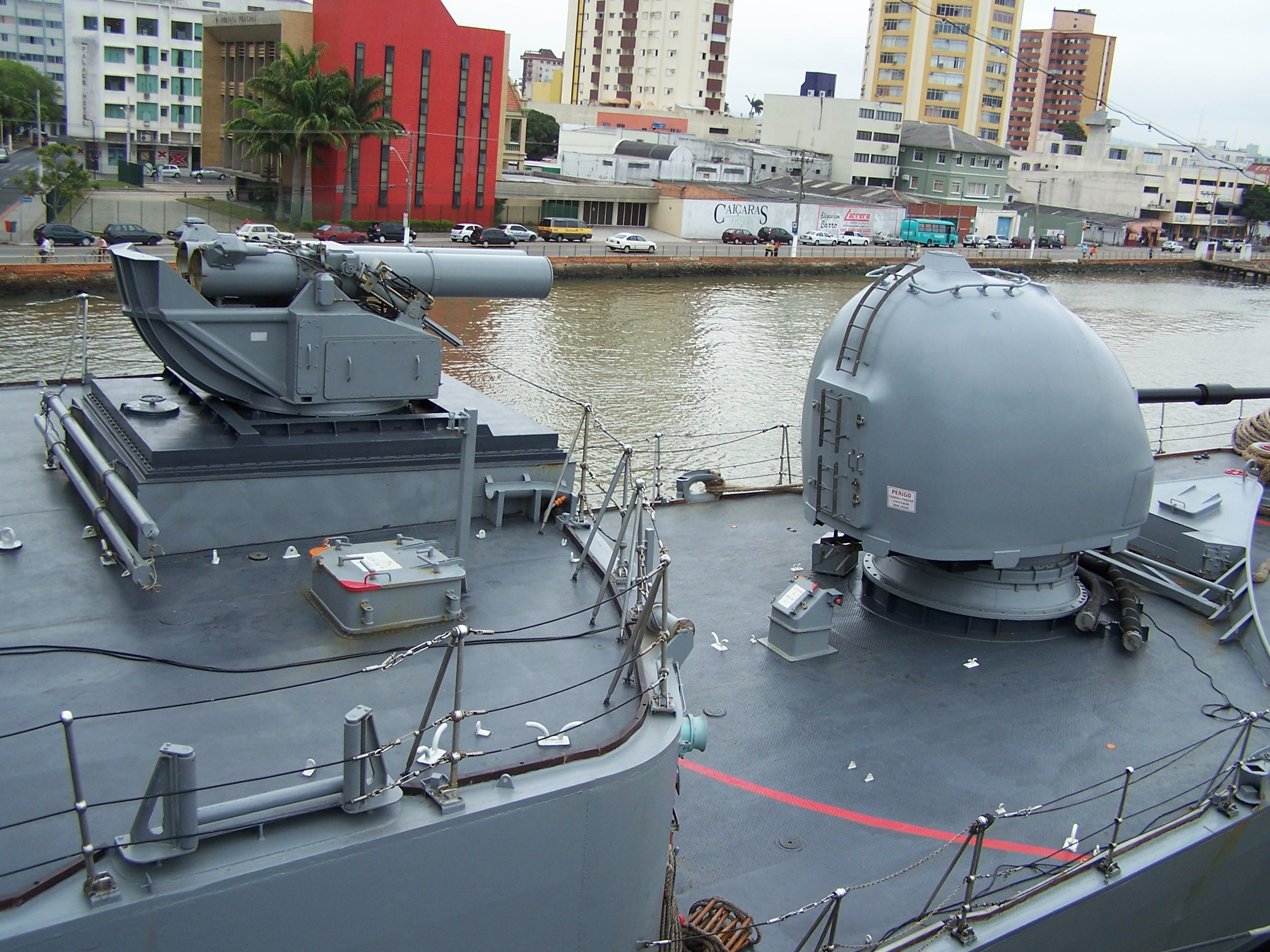
Dvouhlavňovou verzí raketometu jsou vyzbrojeny například brazilské fregaty třídy Niterói

375mm protiponorkový raketomet Bofors je protiponorková zbraň vyvinutá švédskou zbrojovkou Bofors. Raketomet byl vyráběn ve dvouhlavňové, čtyřhlavňové a šestihlavňové verzi. Vystřeluje tři typy projektilů lišících se dosahem i typem hlavice. Zaměřován je pomocí sonaru. Systém dosáhl velkých exportních úspěchů a byl využíván například námořnictvy Švédska, Francie, Brazílie, Kolumbie a Nizozemska. Šestihlavňovou verzi raketometu vyráběla licenčně francouzská zbrojovka Creusot-Loire.